# Driven
Driven é um filme americano de 2001 dos gêneros ação e automobilismo, dirigido por Renny Harlin e produzido, escrito e protagonizado por Sylvester Stallone. O filme mostra a adrenalina dentro das pistas e as excitantes vidas dos pilotos, exposta emocionantemente.
O filme relata a história de um talentoso veterano piloto de corridas que se confronta com o seu potencial desperdiçado, quando é convidado a retirar-se das pistas para dar lugar a um talentoso mas indisciplinado novato cujo temperamento está a levá-lo a envolver-se numa relação com a namorada do seu maior rival.

## Elenco principal
- Sylvester Stallone...Joe Tanto
- Burt Reynolds...Carl Henry
- Kip Pardue...Jimmy Bly
- Stacy Edwards...Lucretia Clan
- Til Schweiger...Beau Brandenburg
- Gina Gershon...Cathy Heguy
- Estella Warren...Sophia Simone
- Cristián de la Fuente...Memo Moreno

## Sinopse
O piloto novato Jimmy Bly surpreende o mundo automobilístico ao vencer cinco corridas do campeonato mundial. No entanto, começa a ser pressionado pelo seu irmão empresário, Demille, que tenta lucrar com a fama repentina do irmão. O rival de Bly, o grande campeão Beau Brandenburg, não desiste e começa a disputar palmo a palmo todas as corridas com Bly. A rivalidade entre os dois aumenta quando Bly começa a sair com a ex-companheira de Beau, a bonita Sophia. O patrão de Bly, descontente com a queda de produção e os problemas de seu piloto, chama o veterano Joe Tanto para ajudá-lo. Tanto a princípio não gosta do papel de coadjuvante, mas acaba por aceitar ajudar o garoto e a disputa do campeonato irá se acirrar e se tornar empolgante, com os pilotos arriscando tudo até a última corrida.